# Dolní Bělá
Pour les articles homonymes, voir Bělá.
Dolní Bělá (en allemand : Unter-Biela) est une commune du district de Plzeň-Nord, dans la région de Plzeň, en République tchèque. Sa population s'élevait à 476 habitants en 2022.

## Géographie
Dolní Bělá se trouve à 19 km au nord-ouest du centre de Plzeň et à 86 km à l'ouest-sud-ouest de Prague.
La commune est limitée par Líté au nord, par Loza à l'est et par Horní Bělá au sud et à l'ouest.

## Histoire
La première mention écrite de la localité date de 1318.

## Galerie

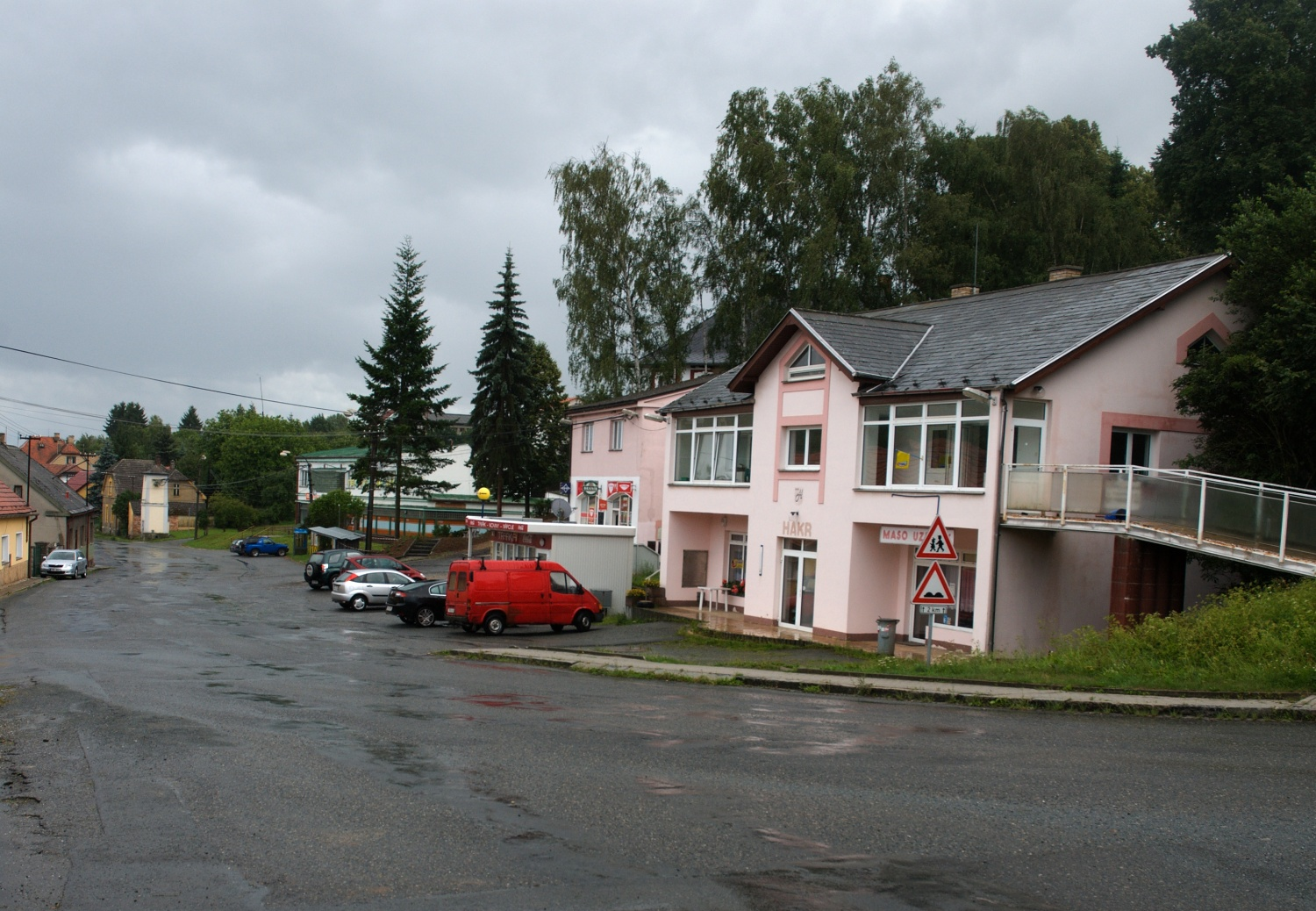
Centre de Dolní Bělá.
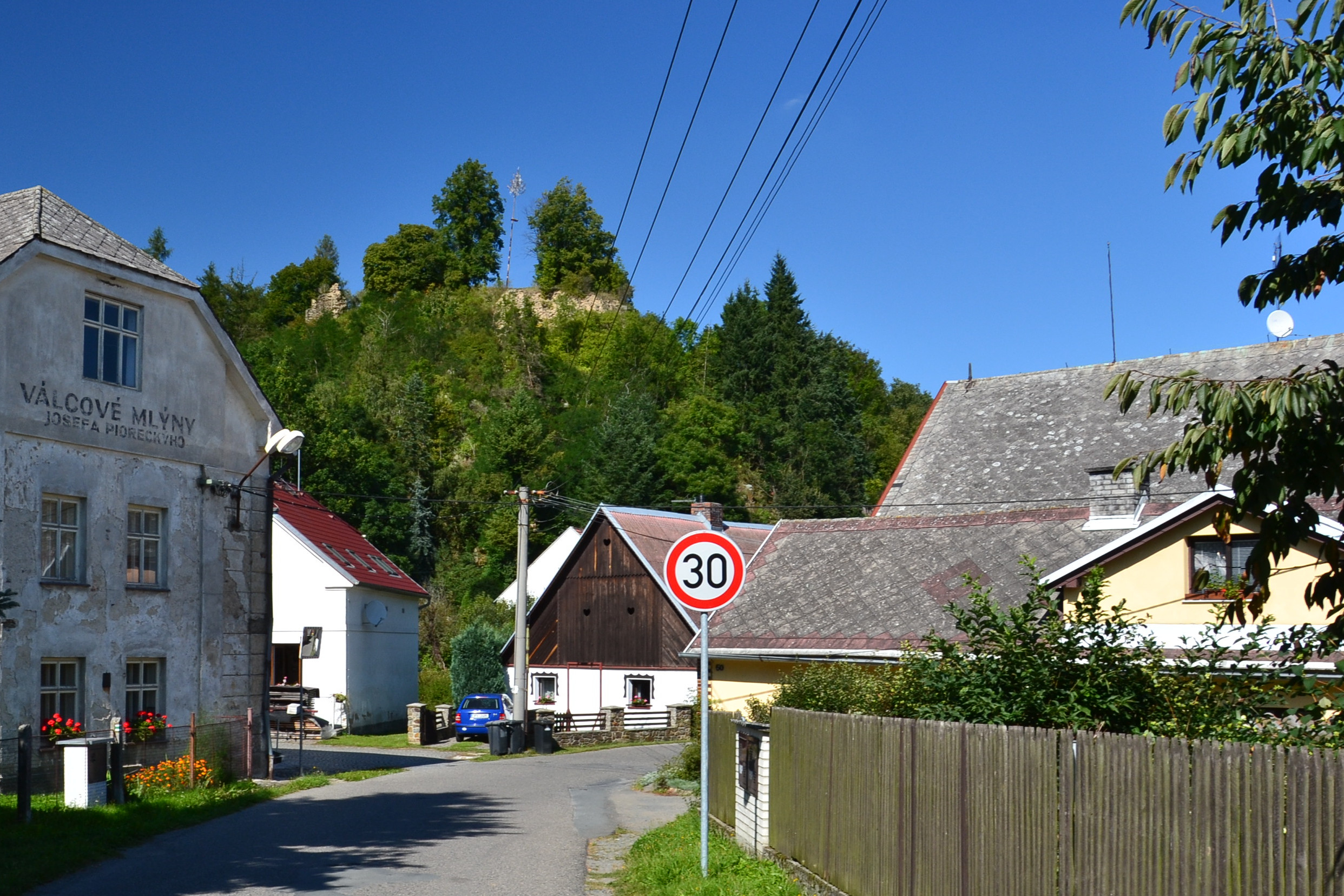
Dolní Bělá dominée par le château.

## Transports
Par la route, Dolní Bělá se trouve à 15 km du centre de Třemošná, à 23 km de Plzeň et à 95 km de Prague. 